# The Raging Sun
The Raging Sun är Loghs andra studioalbum, utgivet 2003 på Bad Taste Records. Albumet utgavs senare samma år i Europa. 2004 utgavs skivan i Storbritannien på Must Destroy Music och året efter det på vinyl av Trust No One Recordings. 2006 återutgavs skivan av Bad Taste Records med en delvis förändrad låtlista. På denna version hade skivan även försetts med ett nytt omslag och en CD-romfunktion, på vilken bandets videor samt ett fotoalbum kunde beskådas.

## Inspelning
Logh skrev följande på sin hemsida: "In mid January of 2003 we went into the studio. On February 2nd almost everything was recorded. We then realized that something was missing, so we decided to start all over again. On the 19th, John Congleton came over to mix. Coming here, he found a singer with a cold, almost none of the vocals recorded and three entire songs left to record. We're not exactly sure how, but it actually worked out. In six days we managed to finish the whole album.".

## Låtlista
All text och musik av Mattias Friberg.

### Ursprunglig version
1. "The Contractor and the Assassin" – 4:06
2. "End Cycle" – 2:32
3. "An Alliance of Hearts" – 5:02
4. "The Raging Sun" – 3:15
5. "Thin Lines" – 4:02
6. "The Bones of Generations" – 2:35
7. "A Vote for Democracy" – 3:43
8. "At This My Arm Was Weakened" – 5:19
9. "City, I'm Sorry" – 7:42
10. "Lights from Sovereign States" – 6:25

### 2006 års utgåva
1. "The Contractor and the Assassin" – 4:06
2. "End Cycle" – 2:32
3. "An Alliance of Hearts" – 5:02
4. "The Raging Sun" – 3:16
5. "Thin Lines" – 4:03
6. "An Alliance of Worlds" – 3:45
7. "The Bones of Generations (LVG version)" – 4:34
8. "A Vote for Democracy" – 3:43
9. "City, I'm Sorry" – 7:42
10. "Lights from Sovereign States" – 8:57

## Singlar
Från skivan utgavs fyra singlar. Omslagen på dessa utgör tillsammans en större bild.

### An Alliance of Hearts
Utgiven som CD på Bad Taste Records 2003 och som 7" året efter på samma bolag. Vinylutgåvan var limiterad till 500 exemplar. B-sidan "An Alliance of Worlds" var tidigare outgiven, men kom senare att ingå på 2006 års version av The Raging Sun.
1. "An Alliance of Hearts" - 5:02
2. "An Alliance of Worlds" - 3:45

### The Bones of Generations
Utgiven som 7" på det norska skivbolaget Sound Fiction 2004. Skivan utgavs i färgerna svart (400 st) och transparent (100 st).
1. "The Bones of Generations" (LVG-versionen)
2. "War Ensemble" (Slayer-cover)

### Lights from Sovereign States
Utgiven som 7" på amerikanska It's a Trap! 2007. Skivan var limiterad i 500 exemplar och spelades in live den 2 december 2005. På B-sidan "Into the Night" medverkar Britta Persson.
1. "Lights from Sovereign States" (live)
2. "Into the Night" (live) (text: David Lynch, musik: Angelo Badalamenti)

### The Raging Sun
Utgiven som 7" på Trust No One Recordings 2007. Skivan var limiterad till 500 exemplar.
1. "The Raging Sun" (remake)
2. "Little Songs from Another Place"

## Personal
- Frans Hägglund - gitarr, slagverk
- Fredrik Normark - trummor (låt 7)
- Gustav Fagerström - piano
- Marco Hildén - trummor (låt 6)
- Pelle Gunnerfeldt - slagverk

### Övrig
- Frans Hägglund - inspelning
- Henrik Jonsson - mastering
- Johan Lenason - omslagsdesign
- John Congelton - medproducent, mixning, inspelning
- Mathias Oldén - mixning (låt 4 och 7), inspelning
- Pelle Gunnerfeldt - mixning (låt 6), inspelning

## Mottagande
Skivan snittar på 3,9/5 på Kritiker.se, baserat på fyra recensioner. Bland de kritiska rösterna återfinns Expressen (2/5), medan Svenska Dagbladet var desto mer positivt inställt och gav betyget 4/6. Musiklandet gav skivan högsta betyg (5/5).

### Fotnoter
1. ↑  ”The Raging Sun”. Discogs.com. http://www.discogs.com/Logh-The-Raging-Sun/master/179665. Läst 14 januari 2012.
2. ↑  ”The Raging Sun”. Bad Taste Records. Arkiverad från originalet den 25 augusti 2010. https://web.archive.org/web/20100825225040/https://www.badtasterecords.se/records.asp?id=169. Läst 14 januari 2012.
3. ↑  ”An Alliance of Hearts”. Discogs.com. http://www.discogs.com/Logh-An-Alliance-Of-Hearts/release/983551. Läst 5 maj 2012.
4. ↑  ”The Bones of Generations”. Discogs.com. http://www.discogs.com/Logh-The-Bones-Of-Generations/release/452773. Läst 5 maj 2012.
5. ↑  ”Lights from Sovereign States”. http://www.discogs.com/Logh-Lights-From-Sovereign-States/release/983563. Läst 5 maj 2012.
6. ↑  ”The Raging Sun (singel)”. Discogs.com. http://www.discogs.com/Logh-The-Raging-Sun/release/983560. Läst 5 maj 2012.
7. ↑  ”The Raging Sun”. Kritiker.se. https://kritiker.se/skivor/logh/the-raging-sun/. Läst 14 januari 2012.